# جنرال المدفعية المضادة للطائرات
```
جنرال دير Flakartillerie
 
جنرال الفرع
 رتبة 
لوفتفافه
 (عربي: القوات الجوية الألمانية) في ألمانيا النازية. حتى نهاية 
الحرب العالمية الثانية
 في عام 1945، كانت رتبة جنرال هذه على مستوى ثلاث نجوم (OF-8)، أي ما يعادل 
رتبة جنرال
 أمريكي.
```

كانت رتبة «جنرال الفرع» من لوفتوافه في عام 1945:
- جنرال القوات المظلية
- جنرال المدفعية المضادة للطائرات
- جنرال الطيارين
- جنرال القوات الاتصالات بالقوات الجوية
- جنرال القوات الجوية

كانت رتبة تعادل جنرال الفرع في هير (الجيش) على النحو التالي:
هير

- جنرال سلاح المدفعية
- جنرال القوات الجبلية
- جنرال سلاح المشاة
- جنرال سلاح الفرسان
- جنرال القوات الاتصالات
- جنرال القوات البانزر (القوات المدرعة)
- جنرال المهندسين
- جنرال الفيالق الطبية

## ا
- فالتر فون اكستيلم (1893-1972)

## ب
- هاينريش بورشار (1894-1945)

## د
- Otto Deßloch (1889-1977) (تمت ترقيته لاحقًا إلى Generaloberst)

## G
- هوغو غريم (1872-1943)

## H
- ألفريد هوبولد (1887-1969)
- فريدريش هيلينبرونر (1891-1977)
- فريدريش هيرشهاور ( 1883-1979 )
- جيرهارد هوفمان (1887-1969)

## O
- جوب أودبريشت (1892-1982)

## P
- فولفغانغ بيكيرت (1897-1984)

## R
- ريتشارد ريمان (1892-1970)
- أوتو فيلهلم فون رينز (1891-1968)
- هيلموت ريختر (1891-1977)
- كارل فون روكيس (1880-1949) (أعيد إدخال الفيرماخت كجنرال دير إينفانتري )
- غونتر رودل (1883-1950) (تمت ترقيته لاحقًا إلى Generaloberst)
- كاميلو روجيرا (1885-1947)

## S
- أوغست شميدت (1883-1955)
- لودفيج فون شرودر (1884-1941)

## W
- هوبير وايز (1884-1950) (ترقيته بعد ذلك إلى غنرال أوبرست)
- يوجين وايزمان (1892-1951)

## Z
- إميل زينيتي (1883-1945)